# Divisão N.º 3 (Saskatchewan)
A Divisão N.º 3 é uma das dezoito divisões do censo da província canadense de Saskatchewan, conforme definido pela Statistics Canada. A região está localizada na parte sul da província, na fronteira com o estado de Montana nos Estados Unidos. A comunidade mais populosa desta divisão é Assiniboia.
De acordo com o censo populacional de 2006, 13 mil pessoas moram nesta divisão. A região tem uma área de 18553 km2.